# Гугунава, Иван Георгиевич
Иван Георгиевич (Егорович) Гугунава (1860—1919) — русский художник и график.

## Биография
Родился 24 марта (5 апреля по новому стилю) 1860 года в семье грузинских князей.
Учился в 1875—1881 годах в МУЖВЗ у В. Г. Перова, А. К. Саврасова, в 1881—1888 годах — в Императорской Академии художеств (ИАХ).
В 1881 году получил малую серебряную медаль за этюд с натуры. В 1888 году был выпущен со званием неклассного (свободного) художника. В 1886—1887 годах, как художник, Гугунава сотрудничал в журнале «Всемирная иллюстрация».
В 1892 году переехал из Петербурга в Москву, был одним из основателей Московского художественного товарищества и общества «Среда». Жил преимущественно в Москве. Периодически выезжал на родину, где писал картины из грузинской жизни, пейзажи.
С 1884 года был участником выставок (ученическая, МУЖВЗ). Экспонировался на выставках ТПХВ (1887, 1888, 1890), Московского общества любителей художеств (1891, 1894), Товарищества южнорусских художников (1892), Московского товарищества художников (1895—1897, 1901—1913, 1916—1918), в залах ИАХ (1896), Нового общества художников (1910), художественного кружка «Среда» (1918) и других. Участвовал во Всемирной выставке в Турине и Риме в 1911 году.
Также Гугунава преподавал рисование в 5-й мужской гимназии в Москве.
Умер в 1919 году в Москве.

## Труды
И. Г. Гугунава писал портреты, пейзажи, жанровые композиции.
Автор живописных произведений: «Осеннее утро», «На Оке» (оба — 1880-е), «Саввинская слобода», «Чумаки в степи», «Портрет Саломе», «Грузинский крестьянин», «На реке Супса (В Закавказье)», «У почтовой станции», «Лес задремал», «Пристань в Ярославле» (все — 1890-е годы), «Зимний теплый день», «Оттепель», «Ночь», «Отмели на Волге» (все — 1900-е годы), «На солнце», «По окончании спектакля», «Весенние тучи», «В начале лета», «Пригород», «Сбор винограда» (все — 1910-е годы) и других.
Творчество художника представлено в ряде музейных собраний, в том числе в Нижегородском государственном художественном музее.